# Pseudanarta heterochroa
Pseudanarta heterochroa är en fjärilsart som beskrevs av Dyar 1912. Pseudanarta heterochroa ingår i släktet Pseudanarta och familjen nattflyn. Inga underarter finns listade i Catalogue of Life.